# Зиневка
Зиневка — упразднённая деревня в Сосновоборском районе Пензенской области России. На момент упразднения входила в состав  Еремеевского сельсовета. Упразднена в 2009 году.

## География
Деревня располагалась на левом берегу реки Чусарлей, на расстоянии примерно в 3,5 километр по прямой к северо-западу от села Малая Садовка.

## История
Поселена в конце XVII века на бывших землях Василия Федоровича Зенина..

## Население
| 1748 | 1864 | 1910 | 1926 | 1930 | 1939 | 1959 |
| ---- | ---- | ---- | ---- | ---- | ---- | ---- |
| 48   | ↘45  | ↗201 | ↗256 | ↗271 | ↘241 | ↘232 |
| 1979 | 1989 | 1996 | 2002 |      |      |      |
| ↘81  | ↘20  | ↘8   | ↘5   |      |      |      |

### Национальный состав
Согласно результатам переписи 2002 года, в национальной структуре населения русские составляли 100 %.